# Державний переворот у Гондурасі (2009)

Гондурас на карті Центральної Америки

Державний переворот у Гондурасі — ситуація, спричинена гострою політичною кризою у червні-липні 2009 року в Гондурасі, кваліфікована ООН та іншими міжнародними організаціями, як державний переворот. 28 червня 2009 року гондураські військові захопили президента республіки Мануеля Селайю і вивезли його до сусідньої країни Коста-Рики. Дії військових були підтримані парламентом країни і Верховним судом. Того ж дня був призначений тимчасовий виконувач обов'язків президента Роберто Мічелетті. Усунення Селайї від влади стало кульмінацією багатомісячного протистояння президента з судовою та законодавчою гілками влади в країні. Жодна держава світу не визнала новий уряд Гондурасу, міжнародні організації, ООН, ОАД, ЄС та уряди багатьох країн світу засудили повалення президента країни і звернулися з вимогою повернути Селайю до влади. Конфлікт був улагоджений лише після виборів нового президента країни у листопаді 2009 року.

## Передумови конфлікту

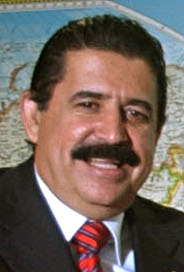
Президент Гондурасу Мануель Селайя

Політична криза 2009 року у Гондурасі стала результатом багатомісячного конфлікту президента країни Мануеля Селайї з представниками державних та економічних еліт країни навколо розподілу влади та реформування Конституції країни. Селайя був обраний президентом від однієї з двох впливових політичних партій країни — Ліберальної партії Гондурасу з доволі консервативною програмою боротьби із злочинністю та підвищення рівня життя. Однак з 2008 року політика президента значно змінилася, у ній з'явилися елементи соціальних реформ у внутрішній політиці та зближення з лівими режимами Венесуели та Куби на міжнародній арені.
Найбільші розбіжності між президентом, його власною партією, Верховним судом країни та парламентом з'явилися, коли він запропонував внести зміни до Конституції країни — збільшити термін президента на посаді. Селайя мав намір провести опитування населення, стосовно того, чи варто було б додати «четверту урну» для голосування під час президентських виборів 2009 року. У «четвертій урні» мали проводитися вибори конституційної асамблеї, яка могла б змінити Конституцію, в бік збільшення кількості термінів перебування президента на посаді (Конституція Гондурасу передбачає лише один термін).
Такі кроки президента викликали критику багатьох політиків країни і навіть багатьох однопартійців, які почали звинувачувати Селайю в намірі змінити Конституцію аби залишитися назавжди на посаді президента. Зокрема, у своїх рішеннях Верховний суд та парламент країни визнали проведення референдуму протиправним і заборонили його. Попри це, Селайя підтвердив своє рішення проводити опитування і віддав наказ армії допомогти у проведенні референдуму. Командувач збройними силами Гондурасу генерал Ромео Васкес Веласкес відмовився проводити референдум визнаний Верховним судом як протиправний, за що був негайно усунений з посади президентом. Верховний суд країни визнав звільнення командувача збройними силами незаконним і постановив відновити його на посаді, що президент теж проігнорував.

## Переворот 28 червня

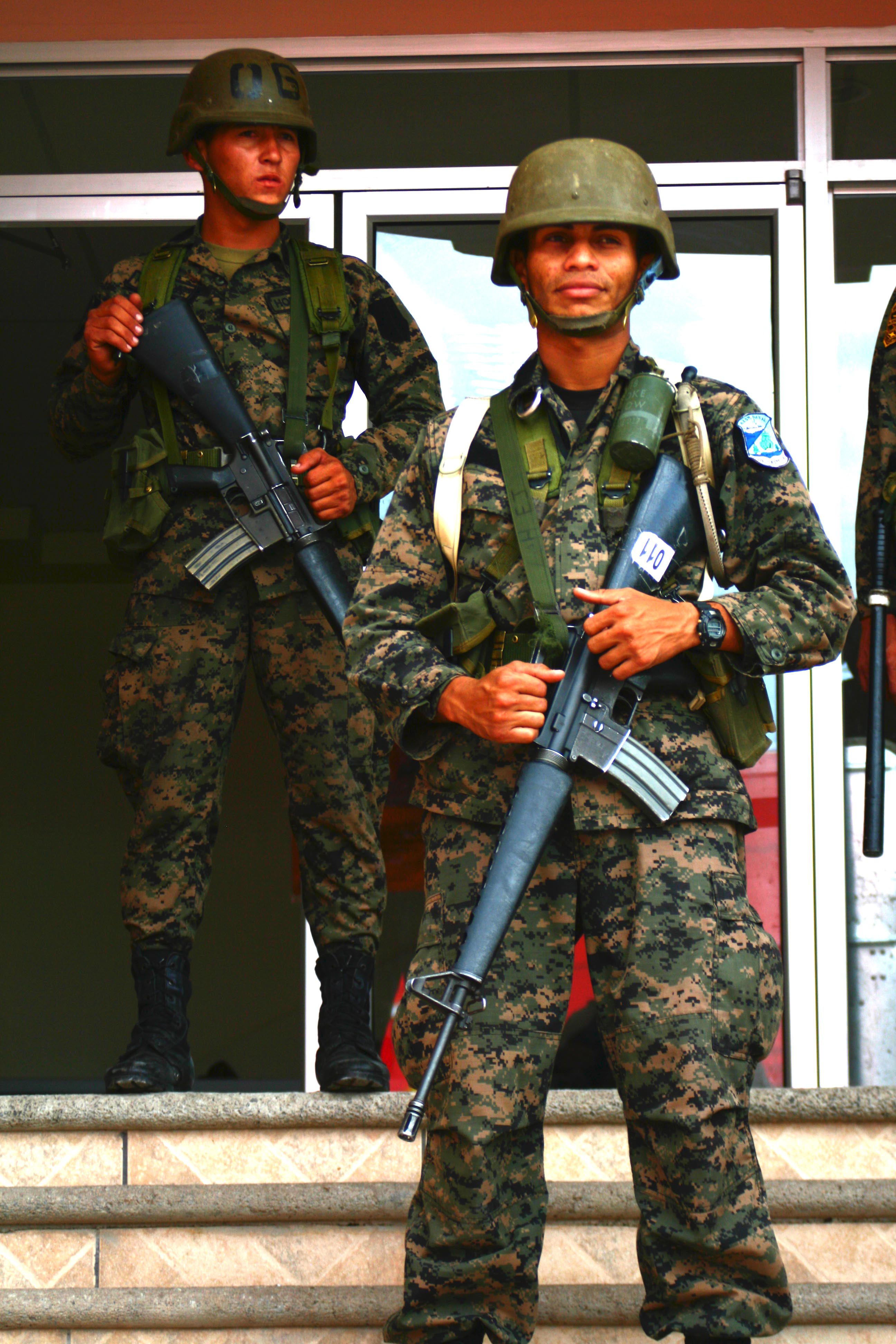
Армія Гондурасу взяла під охорону державні установи у столиці Тегусігальпі

Незважаючи на суперечки між президентською та всіма іншими гілками влади і заборону референдуму Верховним судом та парламентом, Селайя проголосив про намір провести опитування 28 червня 2009 року. У цей час парламент республіки проголосував за усунення Мануеля Селайя від влади і Верховний суд країни видав наказ військовим вивезти президента з країни заради збереження «законності і порядку».
В ніч з суботи на неділю 28 червня о 5:45 за місцевим часом близько 200 військових захопили президента у його резиденції і силою відвезли його до авіабази ВПС країни, звідки його було доставлено до сусідньої Коста-Рики. Тим часом парламент республіки на своєму засіданні звільнив президента Селайя з посади начебто за власним бажанням і призначив виконуючим обов'язки президента голову Конгресу — Роберто Мічелетті. У свою чергу Селайя заявив, що не подавав заяву про відставку і звинуватив опозицію у організації державного перевороту. У відповідь на звинувачення у організації заколоту Мічелетті заявив, що армія виконала наказ Верховного суду і у разі повернення Мануель Селайя буде запроторений до в'язниці за звинуваченнями, крім іншого, у державній зраді, узурпації влади і перевищенні повноважень.
Реакція на переворот у самому Гондурасі не була однозначною, президент Селайя мав рейтинг підтримки лише 30 % і більшості населення країни бракувало неупереджених новин про події в країні, оскільки діяльність декількох теле і радіостанцій була призупинена і запроваджена комендантська година. 29 і 30 червня відбулися сутички поліції і армії з прихильниками президента Селайя, а 30 червня відбулася також і багатолюдна демонстрація прихильників нового уряду.

## Спроби урегулювання конфлікту
З самого початку кризи було зроблено декілька спроб запобігти силовому розв'язанню конфлікту та ескалації напруження у країні. За посередництва дипломатів та зокрема, голови ОАД Хосе Мігеля Інсульси були проведені перемови між представниками Мануеля Селайї та тимчасового президента Гондурасу Роберто Мічелетті, однак суттєвого прогресу не було досягнуто. Керівництво Гондурасу ні за яких умов не погоджувалося на повернення скинутого президента до влади. У відповідь ОАД призупинила членство Гондурасу у цій організації.
5 липня 2009 року після засідання ради ОАД Селайя у супроводі президентів Аргентини та Еквадору зробив спробу повернутися до Гондурасу, однак військові заблокували злітну смугу аеропорту і не дозволили літаку Селайї приземлитися у Тегусігальпі. У сусідніх Нікарагуа та Коста-Риці продовжувалися спроби мирного урегулювання кризи. 16 червня почалися консультації за посередництва президента Коста-Рики Оскара Аріаса, однак вони теж закінчилися без результатів, оскільки пропозиція повернення Селайї до влади була відкинута владою Гондурасу. В кінці того ж місяця Мануель Селайя розбив табір на кордоні між Гондурасом і Нікарагуа і 26 липня зробив спробу повернутися до країни, однак був зупинений прикордонниками на пункті перетину кордону і згодом повернувся до Нікарагуа разом із своїми прихильниками.
Майже через три місяці після перевороту, 21 вересня 2009 року Селайя раптом таємно повернувся до Гондурасу і знайшов притулок у посольстві Бразилії в Тегусигальпі. Після звернення до своїх прихильників біля посольства почали збиратися натовпи людей, однак вже наступного дня поліція застосувавши сльозогінний газ розігнала маніфестантів і взяла посольство в облогу, перекривши постачання електроенергії, води і продовольства.
Протистояння вдалося врегулювати лише після виборів нового президента Гондурасу Порфіріо Лобо у листопаді 2009 року, після чого, колишньому президенту Селайї було дозволено залишити посольство Бразилії і знайти політичний притулок у Домініканській Республіці.

## Міжнародна реакція

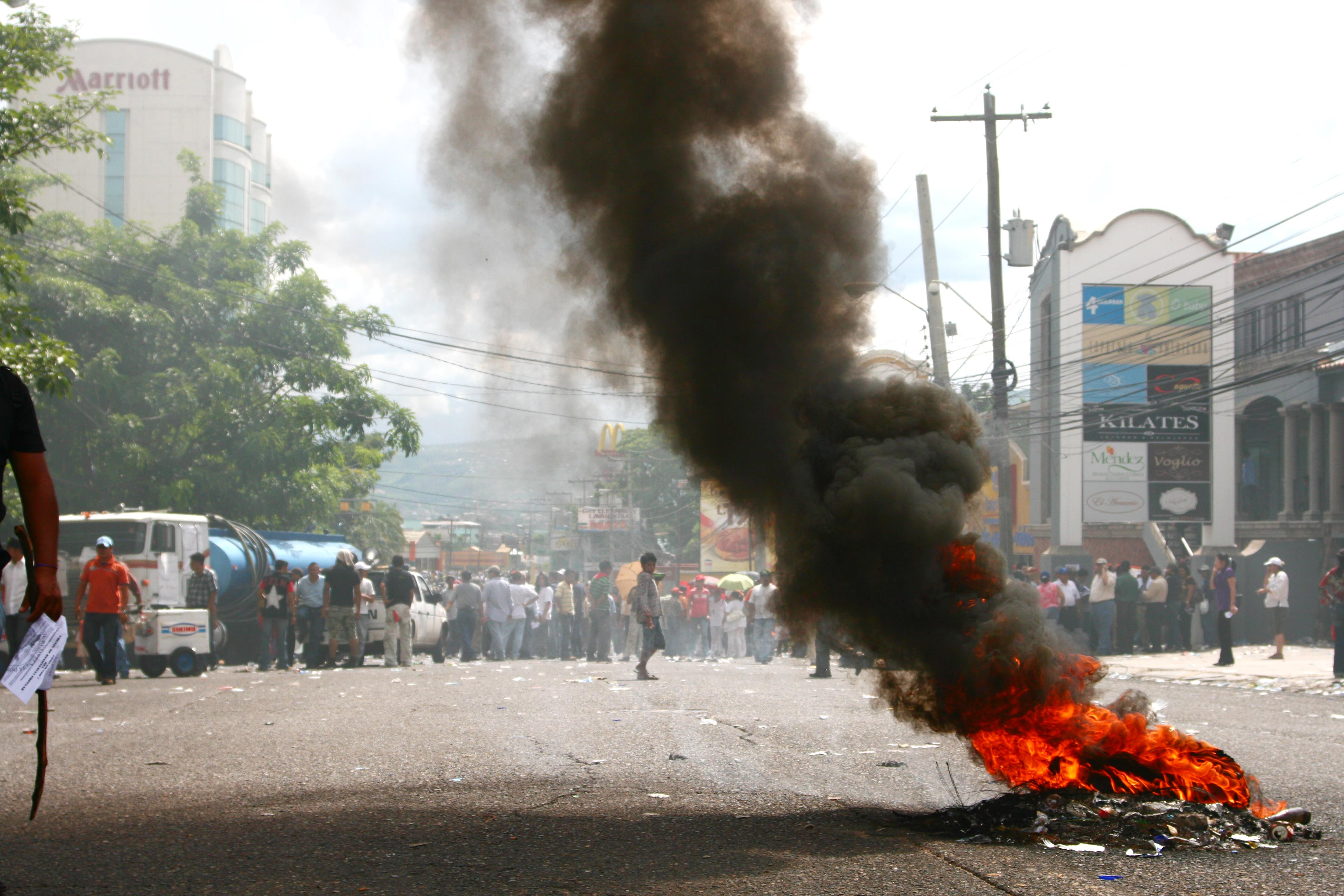
Протести прихильників президента Селайя у столиці Тегусігальпі

Міжнародна реакція на державний переворот у Гондурасі була майже одностайно негативною. Жодна держава світу не визнала новий уряд країни і низка міжнародних організацій та урядів виступили з вимогою відновити на посаді законного президента країни Мануеля Селайя.
- — Група з 30 країн ООН у своєму рішенні одностайно засудила державний переворот в Гондурасі і звернулася з вимогою негайно і без жодних умов відновити владу законного президента Мануеля Селайя.[9] У той же час Генеральна асамблея ООН ухвалила рішення «засудити переворот» без голосування.[10]
- — ОАД скликала позачергову сесію Організації Американських Держав у зв'язку з кризою у Гондурасі і одностайно вимагала повернення до влади Мануеля Селайя. ОАД також висунула ультиматум Гондурасу відновити на посаді Селайя протягом 72 годин. У разі невиконання цієї вимоги членство Гондурасу в цій організації буде призупинене.[11]
- США — у своїй заяві президент США Барак Обама засудив переворот і заявив, що його країна визнає лише Мануеля Селайя законним і чинним президентом Гондурасу і закликав повернути його до влади.[12]
- Венесуела — президент країни Уго Чавес піддав різкій критиці дії опозиції у Гондурасі і заявив, що Венесуела може втрутитися з військовою силою в разі нападу на дипломатичні представництва цієї країни в Тегусігальпі.[3]